# Leonard Hawkes
Leonard Hawkes (6 août 1891 - 29 octobre 1981) est un géologue britannique .

## Biographie
Il est récipiendaire de la médaille Murchison en 1946 et de la médaille Wollaston en 1962. Il est chef du département de géologie au Bedford College de Londres entre 1921 et 1956 . Il est président de la société géologique de Londres de 1956 à 1958. 